# Hydeout Productions 2nd Collection
Hydeout Productions 2nd Collection es la continuación del álbum de 2003 Hydeout Productions 1st Collection. Es producido en gran medida por Nujabes, con el apoyo de artistas invitados como CL Smooth, Uyama Hiroto, Clammbon, Substantial, Five Deez, Pase Rock, Emancipator, Shing02, and DSK.

## Lista de temas
1. "Voice of Autumn"
2. "Sky Is Falling" (interpretado por CL Smooth)
3. "Waltz for Life Will Born" (interpretado por Uyama Hiroto)
4. "Imaginary Folklore" (interpretado por Clammbon)
5. "Hikari" (interpretado por Substantial)
6. "Counting Stars"
7. "Another Reflection"
8. "Fly By Night" (interpretado por Five Deez)
9. "Old Light (Voices from 93 Million Miles Away Remix)" (interpretado por Pase Rock)
10. "With Rainy Eyes" (interpretado por Emancipator)
11. "Luv (Sic)(Modal Soul Remix)" (interpretado por Shing02)
12. "Windspeaks" (interpretado por Uyama Hiroto)
13. "Winter Lane (Nujabes Remix)" (interpretado por DSK)
14. "After Hanabi (Listen To My Beats)"